# カスケード利用

カスケード利用

カスケード利用 (cascading) とは、資源やエネルギーを利用すると品質が下がるが、その下がった品質レベルに応じて何度も利用すること。
同じレベルで複数回使用するリサイクルとは異なりサイクルをなしておらず、厳密には区別されるが、リサイクルに含められることもある。この場合、カスケードのことをオープンリサイクル (open recycling) とも言い、これに対し、品質を下げずに再生する本来のリサイクルはクローズドリサイクル (closed recycling)、品質低下をバージン材などを混ぜて補填して同レベルに再生するリサイクル（たとえば新聞紙や段ボール）をセミクローズドリサイクル (semi-closed recycling) と言う。
そのほか、ダウングレードリサイクル (downgrade recycling)、カスケードリサイクル (cascade recycling)、ダウンサイクル (downcycling) などとも呼ばれる。

## 概要
バイオマスやエネルギーは、使用することによってその形状や性質のレベルが下がる。このレベルが下がったバイオマスやエネルギーをすぐに廃棄してしまうのではなく、多段的(カスケード的)に利用することによって資源として最大限有効に利用することがカスケード利用だ。例えば、火力発電の熱の場合、まず高温の熱源を発電に使い、次に動力、次に冷暖房、最後に給湯に使うなど、エネルギーの質に応じて順々に有効活用する。このような多段的利用方法を滝(cascade)になぞらえて、カスケード利用と呼ぶ。

## 利用例

### エネルギーのカスケード利用例
- サーマルリサイクル。

### その他のカスケード利用例
- 再生紙の一部。上質紙からの再生など。
- 再生プラスチックの大部分。
- 中水（1度使った水を再度水洗トイレなどに使う水道システム）。
- 古着や古タオルを雑巾やウエスにする。